# Херхеулидзе, Баака
Кахабер (Баака) Херхеулидзе (груз.: ბააკა ხერხეულიძე; ум. 30 июня 1625, Марабда) — грузинский дворянин и политический деятель, сторонник князя Георгия Саакадзе.
В 1612 году он проинформировал «Великого Моурава» о заговоре феодалов Картлийского царства против него, чем спас Георгию жизнь.

## Биография
Из феодальной семьи Херхеулидзе, прямых вассалов княжеского дома Багратион-Давитишвили, которым царь Имеретии Баграт III (1505—1565) выделил этот род в качестве вассалов для их княжества Садавитишвило. Согласно историческим источникам, род Херхеулидзе принадлежит к знатному феодальному дому из Месхетии. Согласно труду царевича Иоанна Багратион-Грузинского «Краткое описание фамилий князей и фамилий азнаури в Грузии», дом Херхеулидзе занимает 15-е место среди князей. За заслуги перед народом и страной, царь Ираклий II внес род Херхеулидзе в список дворян Картли-Кахетии 1783 года, который был приложен к Георгиевскому трактату, после князей Мухранских, и поставил их на шестое место. В списке дворян Грузии, составленном и утвержденном в Петербурге в 1850 году, дом Херхеулидзе занимает 5-е место.

### Раскрытие заговора против Георгия Саакадзе
В 1612 году в Цавкиси Баака узнал о заговоре против Георгия Саакадзе, и решается спасти его от смерти, чтобы сохранить порядок в шатком на тот период времени Картлийском царстве. У Георгия Саакадзе и его сторонников был сильный противник в лице большой группы знатных князей, во главе с Парсаданом Цицишвили и Шадиманом Бараташвили. От имени Шадимана Бараташвили происходит термин Шадиманоба, который до сих пор в современной Грузии означает предательство страны.
Противники Саакадзе смогли обольстить царя Луарсаба II, к семье которого был близок Шадиман, и устроить заговор против Саакадзе. Царь Луарсаб убоялся князей и оставил Саакадзе умирать. Они составили план действий — решили пригласить Саакадзе в Цавкиси на охоту вместе с царем, напасть ночью и убить его в шатре. По словам Иване Джавахишвили, среди феодалов, поддерживающих Саакадзе, помимо Бааки Херхеулидзе, также были: Нугзар эристав Арагви (отец Зураба, из-за которого Георгию в будущем придется сбежать в Османскую империю), Теймураз Мухранский, Иессе Ксанский эристав, Заза Цицишвили и прочие.
20 мая 1612 года Саакадзе был вызван в летнюю палатку царя Луарсаба в Цавкиси под предлогом охоты. Он должен был быть убит здесь. Царь укрылся, и оставил шатер заговорщикам. Однако Баака Херхеулидзе успел предупредить Саакадзе перед расправой об этом страшном деянии. Георгий Саакадзе и представить себе не мог, что такой достойный как он человек будет казнен, тем более что он не ожидал предательства со стороны царя Луарсаба. Таким поведением Баака Херхеулидзе настроил против себя практически всю картлийскую знать. По словам хрониста Бери Эгнаташвили, у Бааки был отрезан нос и язык. Баака Херхеулидзе знал цену Георгию Саакадзе и пожертвовал собой с верой в то, что спасет образцовое наследие страны в лице Саакадзе.